# Gretna (Szkocja)
Gretna – miasto w Szkocji, w Dumfries and Galloway. Leży 35,8 km od miasta Dumfries, 122,3 km od miasta Glasgow i 106,1 km od Edynburga. W 2015 roku miasto liczyło 3050 mieszkańców.